# Ітан Горват
Ітан Горват (англ. Ethan Horvath, нар. 9 червня 1995, Гайлендс-Ранч) — американський футболіст, воротар клубу «Кардіфф Сіті» і національної збірної США.
Володар Кубка Норвегії. Чемпіон Норвегії.

## Клубна кар'єра
У дорослому футболі дебютував 2013 року виступами за команду норвезького «Молде», в якому провів чотири сезони.
3 січня 2017 року перейшов до бельгійського «Брюгге», з яким уклав контракт на 4,5 роки.
13 липня 2021 року перейшов до англійського клубу «Ноттінгем Форест».
2 липня 2022 року на правах оренди Ітан перейшов на один сезон до команди «Лутон Таун».
1 лютого 2024 року американець уклав трирічний контракт з клубом «Кардіфф Сіті».

## Виступи за збірні
Протягом 2014–2016 років залучався до складу молодіжної збірної США. На молодіжному рівні зіграв у 8 офіційних матчах, пропустив 2 голи.
2016 року почав залучатися до лав національної збірної США. У складі збірної був учасником розіграшу Кубка Америки 2016 року у США.
| Дата       | Місто         | Господарі  | Результат  | Гості      | Турнір              | Голи | Примітки |
| ---------- | ------------- | ---------- | ---------- | ---------- | ------------------- | ---- | -------- |
| 7-10-2016  | Гавана        | Куба       | 0 – 2      | США        | товариський матч    | -    |          |
| 14-11-2017 | Лейрія        | Португалія | 1 – 1      | США        | товариський матч    | -    | 46'      |
| 20-11-2018 | Генк          | Італія     | 1 – 0      | США        | товариський матч    | -1   |          |
| 27-3-2019  | Х'юстон       | США        | 1 – 1      | Чилі       | товариський матч    | -1   |          |
| 30-5-2021  | Санкт-Галлен  | Швейцарія  | 2 – 1      | США        | товариський матч    | -2   |          |
| 6-6-2021   | Денвер        | США        | 3 – 2 д.ч. | Мексика    | Ліга націй КОНКАКАФ | -1   | 69'      |
| 9-6-2021   | Санді         | США        | 4 – 0      | Коста-Рика | товариський матч    | -    |          |
| 14-6-2022  | Сан-Сальвадор | Сальвадор  | 1 – 1      | США        | Ліга націй КОНКАКАФ | -1   |          |
| 12-9-2023  | Сент-Пол      | США        | 4 – 0      | Оман       | товариський матч    | -    |          |
| Усього     |               | Матчів     | 9          |            | Голів               | -6   |          |

## Титули і досягнення
- Володар Кубка Норвегії (1):

«Молде»:  2014
- Чемпіон Норвегії (1):

«Молде»:  2014
- Чемпіон Бельгії (3):

«Брюгге»: 2017-18, 2019-20, 2020-21
- Володар Суперкубка Бельгії (1):

«Брюгге»: 2018
- Переможець Ліги націй КОНКАКАФ: 2021